# MARIA BOX
『MARIA BOX』（マリア・ボックス）は、日本のガールズバンド・MARIAが2010年6月30日にSony Recordsから発売した1枚目のボックスセットである。

## 内容
前作『Day by day』から9ヶ月ぶり、初のボックスセットにして最後の作品。
既発アルバムとカップリング集及び未発表曲を収録したCD3枚、ミュージック・ビデオ及びヒストリー映像やライブドキュメント映像、同年4月3日に赤坂BLITZで開催された『MARIA LAST LIVE～We are MARIA in TOKYO～』を収録したDVD2枚が収められている。
完全生産限定盤で、特典として96ページからなる写真集が同梱された。

## 収録曲

### Disc 3
1. 空来〜ソラ〜
1stシングルのカップリング曲。
2. My road
2ndシングルのカップリング曲。
3. high×2 フライング☆
3rdシングルのカップリング曲。
4. 旅立ちの日に
4thシングルのカップリング曲。
5. 哀哭の果て
5thシングルのカップリング曲。
6. Break out
5thシングルのカップリング曲。
7. 未来への軌跡
6thシングルのカップリング曲。
8. あなたごしのイルミネーション
作詞・作曲：あゆか
編曲：安原兵衛
当初は2007年12月19日に4thシングルの表題曲として発売予定であったが[注 1][2]、急遽延期となり着うたのみで配信されていた楽曲。
9. Girls talk〜寒っっ!!!!!!
作詞・作曲：あゆか
編曲：明石昌夫
未発表曲のライブ音源。
10. Image〜Live edit〜
作詞・作曲：町田紀彦
編曲：MARIA
未発表曲のライブ音源。

## 収録映像曲

### Disc 4
1. 小さな詩
2. キラリ夏 Live Clip
3. つぼみ
4. watch me Live Clip
5. JUMP
6. あなたに… Live Clip
7. HEART☆BEAT
8. high×2 フライング☆ Live Clip
9. ゆらり桜空…
10. いちばん星 Live Clip
11. さよなら 大好きな人
12. 恋風 Live Clip[注 2]
13. カナシミレンサ
14. 旅立ちの日に Historical Clip
15. LAST LIVE Document Clip

### Disc 5
本編
1. OPENING
2. 夏えがお
3. HEART☆BEAT
4. h@ッちゃけ
5. MC①
6. ゆらり桜空…
7. Guardian Angel
8. 線香花火
9. 眠れない三日月
10. 空が覚えてる
11. MC②
12. 恋風泥棒
13. MABUDACHI
14. 恋文
15. 空来～ソラ～
16. MC③
17. カナシミレンサ
18. つぼみ
19. さよなら 大好きな人
20. Ayu Ready?
21. JUMP
22. Image
23. Break out
24. HEY*2♪ ブン*2♪

アンコール
1. 旅立ちの日に
2. MC④
3. ありがとうの言葉から

ダブルアンコール
1. 小さな詩
2. ENDING